# حياة امرأة
حياة امرأة (بالفرنسية: Une vie) هو فيلم دراما رومانسي فرنسي بلجيكي تم إنتاجه في سنة 2016 وهو من إخراج ستيفان بريز وبطولة جوديث كيملا وجان بيري داروسين ويولاند مورو، قصة الفيلم مأخوذة من رواية حياة إمرأة لغي دو موباسان، ترشح الفيلم لنيل جائزة الأسد الذهبي في مهرجان البندقية السينمائي وفاز بجائزة الاتحاد الدولي للنقاد السينمائيين كأفضل فيلم في المنافسة، كما فاز بجائزة لويس ديلو لأفضل فيلم في سنة 2016.

## القصة
يتكلم الفيلم عن قصة حياة إمراة بلغت سن النضوج في القرن التاسع عشر والحياة التي تواجهها بسبب الغرام في ذلك الوقت.

## البطولة
- جوديث كيملا بدور جاني دو بيرتو دي فود
- جان بيري داروسين بدور سيمون جاك لي بيرتو دي فود
- يولاند مورو بدور أديليد لي بيرتو دي فود
- سوان ألرو بدور جوليان دي لمار
- نينا ميريس بدور روزالي
- فينيجان أولدفايلد بدور بول دي لمار
- كلوتيلد هيسمه بدور غلبرت دي فورفيل

## التقييم
حصل الفيلم على تقييم 80% في موقع الطماطم الفاسدة ومدح معظم النقاد عمل المخرج ستيفان بريز فيه.

## روابط خارجية
- حياة إمرأة على موقع IMDb (الإنجليزية)
- حياة إمرأة على موقع ميتاكريتيك (الإنجليزية)
- حياة إمرأة على موقع روتن توميتوز (الإنجليزية)
- حياة إمرأة على موقع ألو سيني (الفرنسية)
- حياة إمرأة على موقع أول موفي (الإنجليزية)
- حياة إمرأة على موقع فيلمافينيتي (الإسبانية)
- حياة إمرأة على موقع قاعدة بيانات الفيلم (الإنجليزية)
- حياة إمرأة على موقع ليتربوكسد (الإنجليزية)
- حياة إمرأة على موقع كينوبويسك (الروسية)